# Las Tacas Airport
Las Tacas Airport är en flygplats i Chile.   Den ligger i provinsen Provincia de Elqui och regionen Región de Coquimbo, i den centrala delen av landet, 400 km norr om huvudstaden Santiago de Chile. Las Tacas Airport ligger 49 meter över havet.
Terrängen runt Las Tacas Airport är kuperad österut, men åt nordväst är den platt. Havet är nära Las Tacas Airport västerut. Runt Las Tacas Airport är det ganska tätbefolkat, med 83 invånare per kvadratkilometer.. Närmaste större samhälle är Coquimbo, 16,0 km norr om Las Tacas Airport. 